# 225.ª Brigada Mixta (Ejército Popular de la República)
La 225.ª Brigada Mixta fue una de las Brigadas Mixtas creadas por el Ejército Popular para la defensa de la Segunda República Española. La unidad combatió en los frentes de Aragón, Levante y Extremadura.

## Historial
La unidad fue creada en el verano de 1937 a partir de batallones de la Defensa de Costas de la zona de Levante. El comandante de infantería Alejandro Sáez de San Pedro fue nombrado comandante de la 225.ª Brigada Mixta.
A finales de febrero de 1938 la brigada fue incorporada a la 72.ª División del XVIII Cuerpo de Ejército, en aquel momento se encontraba en periodo de reorganización en el frente de Teruel. Poco después, el 11 de marzo —en plena ofensiva franquista en Aragón—, fue enviada al sector de Caspe-Escatrón para apoyar a las fuerzas del XII Cuerpo de Ejército; sin embargo, la unidad sufrió graves pérdidas ante la ofensiva enemiga y terminaría siendo disuelta.
Algún tiempo después la 225.ª BM volvería a ser recreada en la zona de Libros, siendo asignada a la 64.ª División del XIX Cuerpo de Ejército. En la jefatura de la unidad fue situado el mayor de milicias Juan Serrano Jiménez. Durante la campaña de Levante permaneció situada en el extremo oeste del frente, sin verse afectada por los combates principales.
El 17 de diciembre de 1938 la 225.ª Brigada Mixta fue enviada al frente de Extremadura de cara a la ofensiva de Peñarroya, siendo agrupada entre Jamilena y Torredonjimeno. Tras el comienzo de la ofensiva republicana la unidad actuó en el interior de la Bolsa de Valsequillo, pero también en el exterior, reforzando a otras unidades del XXII Cuerpo de Ejército. Entre el 17 y el 23 de enero de 1939 la 225.ª BM realizó numerosos ataques contra las sierras de Mesegara y Torozos, sufriendo bajas considerables.